# Романюк Устина Никифорівна
Устина Никифорівна Романюк (? — ?) — українська радянська діячка, голова колгоспу імені Сталіна (імені Леніна) Гайсинського району Вінницької області. Депутат Верховної Ради СРСР 2—4-го скликань.

## Життєпис
Народилася в селянській родині.
Член ВКП(б).
У 1944 — після 1958 року — голова колгоспу імені Сталіна (потім — імені Леніна) села Степашки Гайсинського району Вінницької області.
Потім — на пенсії в селі Степашки Гайсинського району Вінницької області.

## Нагороди
- ордени
- медаль «За трудову доблесть» (26.02.1958)
- медалі